# Guillaume Léonard de Bellecombe
Pour les articles homonymes, voir Bellecombe (homonymie).
Guillaume Léonard de Bellecombe était un militaire et administrateur colonial français, né le 22 février 1728 au lieu-dit de Bellecombe, dans la commune de Perville en France, et mort le 28 février 1792, à Montauban, France. 

## Biographie
Né le 22 février 1728 au lieu-dit de Bellecombe, dans la commune de Perville, fils de Pierre Léonard, marchand protestant et d'Anne de Marabal, il a cinq frères et sœurs. Il avait épousé en 1776 à Paris Angélique de Gallaup (1748-), fille de Louis et de Marguerite Baratet, dont il n'a pas eu d'enfants. Décédé le 28 février 1792, à Montauban.

### État civil fluctuant
Guillaume Léonard de Bellecombe a longtemps été confondu avec un autre militaire du sud-ouest de la France, Pierre Sarrazin (ou Sarrasin) de Bellecombe. Il en a résulté l’existence virtuelle d’un Pierre-Guillaume-Léonard Sarrasin de Bellecombe dans plusieurs ouvrages de référence. Mais ce dernier n'a jamais existé.
Cet article concerne donc Guillaume, né au sein de la famille des Léonard qui possédait la métairie de Bellecombe. Dans les documents manuscrits de l’époque, on trouve la mention de « Guillaume Léonard de Bellecombe » et de « Guillaume de Bellecombe ». Celui-ci signait toujours ses lettres d’un paraphe fort simple : « Bellecombe ».

### Carrière militaire au service du roi de France
Il s’engage en 1748 dans le régiment de Royal-Roussillon en tant que volontaire et accède rapidement au grade de lieutenant. En 1755, il obtient le grade de capitaine et assure les fonctions d’aide-major. En 1756 son régiment accompagne Montcalm en Nouvelle-France.
Le 13 septembre 1759, Bellecombe est blessé et fait prisonnier lors de la bataille des Plaines d’Abraham à Québec. Une fois rétabli, il est impliqué dans les tractations des belligérants en vue d’effectuer un échange de prisonniers. Il est finalement expulsé du Canada en mai 1760 et peut rendre compte à Versailles de l’état de la colonie.
Nommé chevalier de l’ordre de Saint-Louis en 1760, Bellecombe accède au grade de lieutenant-colonel l’année suivante. Pendant l’été 1762, il est envoyé à Terre-Neuve pour combattre les Britanniques, sous les ordres du comte d’Haussonville et du chevalier de Ternay. Blessé lors des combats de la bataille de Signal Hill, il est rapatrié en France avec le reste du corps expéditionnaire. Il accède alors au grade de colonel.
En 1763, Bellecombe est affecté à la Martinique. En 1766, il est nommé commandant de l’île Bourbon (l’île de La Réunion aujourd’hui). Pendant son séjour dans l’océan Indien, il est élevé au grade de brigadier. Son travail d’administrateur le conduit à visiter l’île Bourbon. Guillaume de Bellecombe est de retour en France en 1774 pour être nommé gouverneur de l’Inde l’année suivante. Lors du long voyage qui le mène à Pondichéry, Bellecombe effectue plusieurs inspections (Gorée, Île-de-France, Madagascar).
En 1778, au déclenchement de la guerre d'Indépendance américaine il est attaqué par une armée et une escadre anglaise. Après un bref combat naval (août), les vaisseaux de la Marine royale abandonnent les lieux pour se réfugier à l'Île-de-France. Pondichéry, laissée sans secours, est prise par les Britanniques après plusieurs semaines de siège (octobre). Bellecombe gagne à cette occasion une réputation de défenseur opiniâtre étant donné le peu de moyens mis à sa disposition. Le rapport qu'il rédige sur ce siège sera remis à Louis XVI par René Madec.
Rapatrié en France en 1780, Bellecombe est nommé maréchal de camp, commandeur de l’ordre royal et militaire de Saint-Louis et gouverneur de Saint-Domingue (Haïti aujourd’hui). Rappelé en 1785, il termine sa vie à Montauban à la tête d’une solide fortune qui lui permet d'acheter la baronnie de  Cuzorn. Sa nomination comme Grand-Croix de l'ordre royal et militaire de Saint-Louis consacre sa carrière de militaire colonial.

## Postérité
- Sa présence lors d’une expédition au Piton de la Fournaise lui vaut d'avoir vu son nom donné aux lieux appelés aujourd’hui le Pas de Bellecombe et le Rempart de Bellecombe[3].
- Au XXe siècle, le nom de Bellecombe est décerné à une municipalité du Québec proche de Rouyn-Noranda[4].
- Il existe une rue Bellecombe à Pondichéry.